# Djebel Akhdar (Libye)
Pour les articles homonymes, voir Djebel Akhdar.

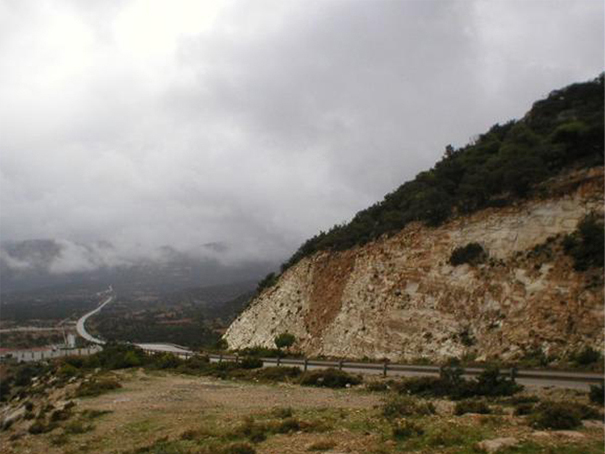
La Montagne Verte

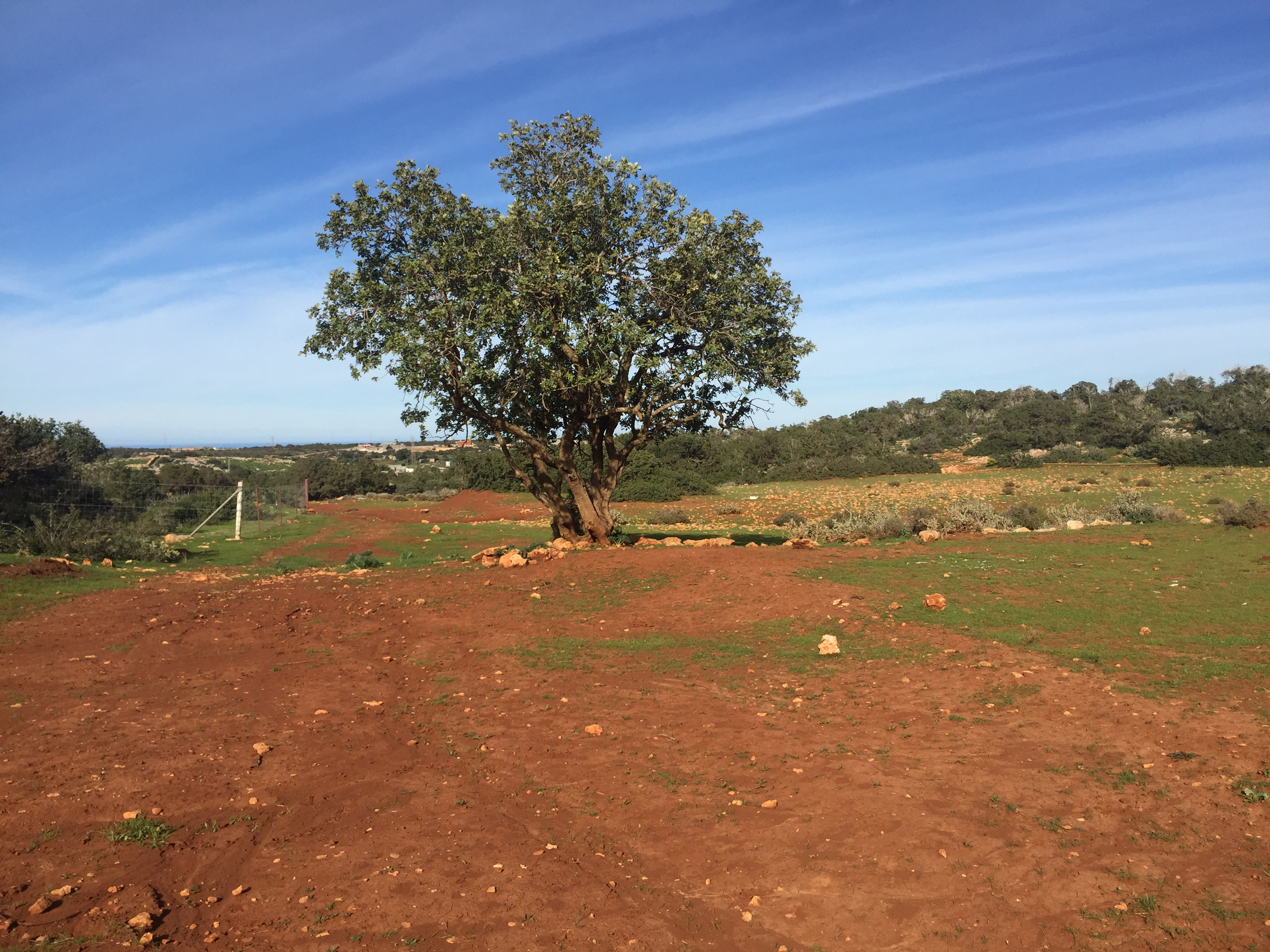
Champ au nord d'Ahqaf ar Ruzat.

La région libyenne de Cyrénaïque, englobant Cyrène, est appelée la montagne Verte en arabe djebel Akhdar (al-jabal al-ʾaḫḍar, الجبل الأخضر). Elle tient son nom de sa végétation.

## Géographie
Le djebel Akhdar est formé par un plateau montagneux qui culmine à 900 m et est entrecoupé par plusieurs oueds. Il est situé au nord-ouest de la péninsule localisée entre le golfe de Syrte à l'ouest et le bassin levantin à l'est, entre Benghazi et Derna, longeant la côte sur 330 km. En raison de l'érosion, le plateau est parfois situé à 16 km de la côte, mais en d'autres endroits il forme une falaise côtière. Le soulèvement du djebel Akhbar s'est achevé au Miocène.
La région est l'une des rares terres libyennes à comporter un couvert forestier, ce pays étant l'un de ceux qui comptent le plus faible pourcentage de forêts. Il s'agit aussi de la région libyenne recevant le plus de précipitations, 600 mm par an.